# Urolophidae
Los urolófidos (Urolophidae) son una familia de peces cartilaginosos, elasmobranquios del orden Rajiformes, con forma discoidal o redondeada, que agrupa al menos 44 especies.

## Especies
Hay 44 especies en cuatro géneros:
- Género Trygonoptera
  - Trygonoptera mucosa (Whitley, 1939).
  - Trygonoptera ovalis Last & Gomon, 1987.
  - Trygonoptera personata Last & Gomon, 1987.
  - Trygonoptera testacea Müller & Henle, 1841.
- Género Urobatis
  - Urobatis concentricus Osburn & Nichols, 1916.
  - Urobatis halleri (Cooper, 1863).
  - Urobatis jamaicensis (Cuvier, 1816).
  - Urobatis maculatus Garman, 1913.
  - Urobatis marmoratus (Philippi, 1893).
  - Urobatis tumbesensis (Chirichigno F. & McEachran, 1979).
- Género Urolophus
  - Urolophus armatus Müller & Henle, 1841.
  - Urolophus aurantiacus Müller & Henle, 1841.
  - Urolophus bucculentus Macleay, 1884.
  - Urolophus circularis McKay, 1966.
  - Urolophus cruciatus (Lacépède, 1804).
  - Urolophus deforgesi Séret & Last, 2003.
  - Urolophus expansus McCulloch, 1916.
  - Urolophus flavomosaicus Last & Gomon, 1987.
  - Urolophus gigas Scott, 1954.
  - Urolophus javanicus (Martens, 1864).
  - Urolophus kaianus Günther, 1880.
  - Urolophus lobatus McKay, 1966.
  - Urolophus mitosis Last & Gomon, 1987.
  - Urolophus neocaledoniensis Séret & Last, 2003.
  - Urolophus orarius Last & Gomon, 1987.
  - Urolophus papilio Séret & Last, 2003.
  - Urolophus paucimaculatus Dixon, 1969.
  - Urolophus piperatus Séret & Last, 2003.
  - Urolophus sufflavus Whitley, 1929.
  - Urolophus viridis McCulloch, 1916.
  - Urolophus westraliensis Last & Gomon, 1987.
- Género Urotrygon
  - Urotrygon aspidura (Jordan & Gilbert, 1882).
  - Urotrygon caudispinosus Hildebrand, 1946.
  - Urotrygon chilensis (Günther, 1872).
  - Urotrygon cimar López S. & Bussing, 1998.
  - Urotrygon microphthalmum Delsman, 1941.
  - Urotrygon munda Gill, 1863.
  - Urotrygon nana Miyake & McEachran, 1988.
  - Urotrygon peruanus Hildebrand, 1946.
  - Urotrygon reticulata Miyake & McEachran, 1988.
  - Urotrygon rogersi (Jordan y Starks, 1895).
  - Urotrygon serrula Hildebrand, 1946.
  - Urotrygon simulatrix Miyake & McEachran, 1988.
  - Urotrygon venezuelae Schultz, 1949.